# OHKてれび時評
OHKてれび時評（オー・エイチ・ケー てれびじひょう）は、OHK岡山放送で放送されている自己批評･検証番組。毎月、最終日曜日の早朝5:20 - 5:30に本放送、翌月曜深夜に再放送されている（2009年より）。
岡山・香川エリア内の民放制作番組では、当番組が唯一の自己批評・検証番組であり、同じく唯一の字幕放送実施番組である。

## 放送内容
- 放送日の前月に行なわれた番組審議会の報告。これは審議会当日夕方の『OHK Live』でも軽く触れられている。
- 前月に放送されたOHKの番組の中から5 - 6番組を取り上げて、社外モニターからの感想を伝える。感想・苦情・要望などといった意見を紹介して今後の番組制作に役立てていくことを目的に放送されている。
- 取り上げられるのは主に自社制作のレギュラー番組または単発特番（ローカル・ブロックネット・全国ネットすべて含める）であるが、たまに全国放送の番組（『めざましテレビ』や『Live News イット!』など）も取り上げられることもある。
- 番組は10分間だが、実質8分間CMなしで放送される。

## 司会
OHKアナウンサーが担当。以下は2022年4月現在の担当アナウンサー。
- 篠田吉央
- 藤本紅美

### 過去
- 堀靖英
- 魚住咲恵（元OHKアナウンサー）
- 上岡元
- 神谷文乃
- 高橋圭子（元OHKアナウンサー）
- 淵本恭子
- 渡邊大祐

## FNS系列局の同種番組
- 新・週刊フジテレビ批評 - キー局・フジテレビの同種番組。当番組と違い、毎週放送されている。
- 月刊カンテレ批評 - 準キー局・関西テレビの同種番組。